# L'espantaocells
L'espantaocells (en anglès Scarecrow) és una pel·lícula estatunidenca de Jerry Schatzberg estrenada el 1973. Aquesta pel·lícula ha estat doblada al català.

## Argument
Max (Gene Hackman) i Lion (Al Pacino) es troben a la carretera, mentre fan autoestop.
El primer és un busca-raons ben plantat i lleugerament monomaníac: sortint de la presó, vol crear una empresa de rentatge de cotxes. El segon és bastant fi i se'n surt de les situacions pel riure. Aquests dos vagabunds viatgen amb el seu objectiu cadascun: Màx. vol anar a buscar els seus diners per invertir-lo en el negoci, i Lion vol veure la seva ex-amiga i el seu fill que no coneix.

## Repartiment
- Gene Hackman: Max
- Al Pacino: Lion
- Dorothy Tristan: Coley
- Ann Wedgeworth: Frenchy
- Richard Lynch: Jack Riley
- Eileen Brennan: Darlene

## Premis
- Palma d'Or al Festival Internacional de Cinema de Canes 1973.